# Sweet Connection
Sweet Connection – zachodnioniemiecki duet euro disco istniejący w latach 1988-1990. Tworzyły go początkowo June LaVonne Polichio i Inge Schaubschläger, a następnie Billie Joe i Sue Dixie (pseudonimy).

## Kariera
Kariera duetu była krótka ale bardzo udana. Zespół wydał zaledwie 4 single, jednak wszystkie stały się hitami list przebojów i obecnie zaliczane są do klasyki gatunku (zwłaszcza Need Your Passion). Ich producentem był Luis Rodríguez – twórca sukcesów Modern Talking i C.C. Catch, a autorem tekstów Reinhardt Frantz piszący m.in. dla New Baccara, Casablanca, Pepper Girls. Image grupy opierał się początkowo na kontraście brunetki (June) i blondynki (Inge) – dwóch seksownych kobiet. Po ukazaniu się ich drugiego singla (Dirty Job), zostały one zastąpione dwoma blondynkami o pseudonimach: Billie Joe i Sue Dixie. Nieznane są powody rozpadu grupy i w ogóle trudno dziś już znaleźć jakiekolwiek informacje na jej temat oraz dalszych losów kobiet które ją tworzyły. 

## Dyskografia

### Single
- 1988 – Need Your Passion
- 1988 – Dirty Job
- 1989 – Heart To Heart
- 1990 – Love Bites

### Albumy
- 2008 – Need Your Passion (składanka)